# Lennox (Kalifornien)
Lennox ist ein census-designated place (CDP) im Los Angeles County im US-Bundesstaat Kalifornien. Das U.S. Census Bureau hat bei der Volkszählung 2020 eine Einwohnerzahl von 20.323 ermittelt.
Lennox liegt unmittelbar östlich des Los Angeles International Airport und ist mit seinen Nachbarstädten Inglewood (im Norden und Osten) und Hawthorne (im Süden) zu einer einheitlichen Siedlungsfläche zusammengewachsen. Die Gebietsfläche beträgt 2,8 km². Die Bevölkerung von etwa 23.900 Einwohnern (Stand 2004) besteht überwiegend aus Bürgern lateinamerikanischer Herkunft (Hispanics). Die staatlichen Verwaltungsaufgaben werden direkt vom Los Angeles County (Landkreis) wahrgenommen.